# Королівці (Вілейський район)
Королівці (біл. вёска Каралеўцы) — село в складі Вілейського району Мінської області, Білорусь. Село підпорядковане Іжовській сільській раді, розташоване в північній частині області.